# Matteo Arnaldi
Matteo Arnaldi (Sanremo, 22 febbraio 2001) è un tennista italiano.
In singolare ha raggiunto due volte gli ottavi di finale nelle prove del Grande Slam ed è stato semifinalista al Masters 1000 di Montréal 2024. Vanta inoltre alcuni titoli Challenger e il suo miglior ranking ATP è la 30ª posizione dell'agosto 2024.
Ha fatto parte della squadra italiana che nel 2023 ha riportato la Coppa Davis in Italia dopo 47 anni.

## Biografia
Figlio di Silvia Napolitano, dipendente della ASL1 Imperiese, e di Fabrizio Arnaldi, team manager bancario e appassionato di nuoto,, ha una sorella minore, Sofia.
Matteo Arnaldi inizia a giocare a tennis all'età di cinque anni, palleggiando insieme al nonno contro il muro del circolo sportivo. Fino a 12 anni pratica anche sci, calcio, judo e soprattutto nuoto, per poi scegliere definitivamente il tennis. Cresciuto a Sanremo sotto la guida del maestro Filippo Sciolli, con cui a 13 anni vince i campionati italiani under 13 in singolare e in doppio, si trasferirà poi presso il centro federale di Tirrenia e quindi la Milano Tennis Academy, spesso seguito dallo stesso Sciolli.
A settembre 2020 consegue il diploma di maturità presso il liceo scientifico a indirizzo sportivo "Colombo" di Arma di Taggia e dal 18 maggio 2021 torna ad allenarsi al Circolo Tennis Sanremo, nel quartiere la Foce, dove inizia la sua collaborazione con il coach Alessandro Petrone.

## Carriera

### 2014-2019: attività juniores
A 14 anni esordisce a livello internazionale in Svizzera, conquistando il suo primo titolo Under 14. Al suo debutto nell'ITF Junior Circuit, nel 2017 vince in singolare sul cemento del torneo Grade 5 di Tbilisi, dove proveniva dalle qualificazioni, successo fondamentale per la sua decisione di puntare alla carriera professionistica. In seguito si aggiudica due titoli in singolare e due in doppio in tornei Grade 1 e 2. Il suo miglior risultato nei tornei Grade A è la semifinale disputata al Trofeo Bonfiglio nel maggio 2019, risultato che lo porta alla 22ª posizione del ranking ITF juniores.

### 2018-2021: inizi da professionista
Nel settembre 2018 vince il suo primo incontro da professionista al primo turno dell'ITF Futures Tunisia F33, superando in due set il nigeriano Sylvester Emmanuel, prima di arrendersi al russo Dimitriy Voronin.
Nel ranking ATP pubblicato l'8 ottobre fa il suo ingresso alla posizione n. 1631.
Nell'aprile 2019 debutta nel circuito Challenger, al torneo di Barletta, dove viene eliminato al primo turno delle qualificazioni da Sumit Nagal. Ripescato come lucky loser, esordisce direttamente negli ottavi di finale raccogliendo soltanto due giochi contro Lorenzo Musetti (2–6, 0–6). A settembre alza il suo primo trofeo da professionista vincendo il torneo di doppio all'ITF M25 di Santa Margherita di Pula in coppia con Jacopo Berrettini.
Il 28 dicembre 2020 figura alla posizione n. 998 della classifica ATP.
A luglio 2021 vince il suo primo incontro in un Challenger a Todi, dove supera le qualificazioni e al primo turno del tabellone principale sconfigge Julian Ocleppo; è costretto al ritiro durante il successivo match contro Tomás Martín Etcheverry quando era in svantaggio 1–4 nel terzo set. Ad agosto conquista il suo primo trofeo ITF in singolare sulla terra rossa dell'M25 di Bolzano concedendo un solo game in finale al connazionale Alexander Weis. A ottobre si aggiudica il secondo titolo ITF all'M25 di Skopje battendo in finale Louis Wessels, concedendo nuovamente un solo game all'avversario.
Conclude il 2021 alla posizione n. 363 del ranking ATP, scalando 635 posizioni rispetto alla stagione precedente.

### 2022: esordio nel circuito ATP, primo titolo Challenger, 131º nel ranking, Next Gen Finals
Il 5 marzo disputa la sua prima finale Challenger al torneo di doppio di Las Palmas, e in coppia con Luciano Darderi viene sconfitto per 10–7 nel set decisivo da Sadio Doumbia / Fabien Reboul. Ad aprile raggiunge a Spalato la sua prima semifinale Challenger in singolare, partendo dalle qualificazioni, e si arrende al nº 147 ATP Christopher O'Connell, vincitore del torneo. A maggio fa il suo esordio nel circuito ATP agli Internazionali d'Italia, entrando nel tabellone principale sia in singolare sia in doppio grazie alle wild card conquistate nei tornei di pre-qualificazione. In singolare perde in due set contro il nº 23 del mondo Marin Čilić. In maggio conquista a Francavilla al Mare il suo primo titolo Challenger sconfiggendo in finale Francesco Maestrelli in tre set. Alla sua prima esperienza nelle prove del Grande Slam, viene eliminato al primo turno di qualificazione a Wimbledon. Ad agosto raggiunge la finale al Challenger di San Marino e viene sconfitto in due set da Pavel Kotov, risultato con cui entra per la prima volta nella top 200 del ranking, in 186ª posizione.
Prende parte anche alle qualificazioni degli US Open, e dopo i successi su Ryan Peniston e Gilles Simon viene sconfitto nell'incontro decisivo da Daniel Elahi Galán. Costretto al ritiro in semifinale al Challenger di Como, raggiunge i quarti al Challenger 125 di Stettino e a fine torneo sale alla 157ª posizione mondiale. Tornato a giocare sul cemento raggiunge la semifinale all'Alicante Challenger e viene sconfitto in tre set dal dominicano Nick Hardt. Continua a risalire la classifica a Saint-Tropez raggiungendo la terza finale Challenger in carriera senza perdere alcun set e senza cedere il servizio, e viene sconfitto in due set da Mattia Bellucci. Esce nei quarti al Challenger di Bergamo dopo che al primo turno aveva concesso solo 4 giochi al nº 93 ATP Gregoire Barrere, primo top 100 sconfitto in carriera, la settimana dopo porta il best ranking alla 131ª posizione. Subentra come sostituto di Holger Rune alle Next Generation ATP Finals, dove però non supera la fase a gironi perdendo i tre match contro Brandon Nakashima, Francesco Passaro e Jiří Lehečka.
Termina l'anno al n. 134 della classifica mondiale.

### 2023: ottavi agli US Open, prima semifinale ATP, top 50 e trionfo in Coppa Davis
Eliminato al turno finale nelle qualificazioni degli Australian Open, a febbraio si aggiudica il secondo titolo Challenger a Tenerife, imponendosi in finale su Raul Brancaccio con il punteggio di 6–1, 6–2. Supera per la prima volta le qualificazioni in un torneo ATP a Dubai e al primo turno viene eliminato dal vincitore del torneo Daniil Medvedev. Ad aprile vince il Challenger di Murcia battendo in finale Borna Gojo in due set. Vince il suo primo incontro nel circuito ATP a Barcellona battendo il n. 83 ATP Jaume Munar prima di essere eliminato da Daniel Evans. Supera il primo turno anche a Madrid e al turno successivo concede soltanto sette giochi al n. 4 del mondo Casper Ruud, primo top 10 da lui sconfitto in carriera. Cede al terzo turno a Jamie Munar e a fine torneo fa il suo ingresso nella top 100, in 99ª posizione.
Agli Internazionali d'Italia sconfigge Diego Schwartzman ed esce al secondo turno per mano di Lorenzo Musetti. I progressi in classifica gli valgono l'accesso diretto e il debutto nel tabellone di uno Slam al Roland Garros; al primo turno sconfigge Daniel Elahi Galán e perde al secondo contro il top 50 Denis Shapovalov in quattro parziali. La settimana seguente si aggiudica il Challenger 125 di Heilbronn sconfiggendo in finale Facundo Díaz Acosta e sale alla 72ª posizione mondiale. Supera le qualificazioni ed esce di scena al primo turno al suo debutto a Wimbledon. Si spinge fino al secondo turno a Båstad e viene sconfitto per 6–8 nel tie-break del terzo set dal n. 16 del mondo Musetti. Al successivo torneo di Umago raggiunge la sua prima semifinale ATP eliminando nei quarti la testa di serie n. 1 Jiří Lehečka, viene sconfitto dal vincitore del torneo Alexei Popyrin e sale al 65º posto del ranking.
A Toronto supera le qualificazioni, elimina poi Vasek Pospisil ed esce di scena al secondo turno per mano di Daniil Medvedev. Eliminato nelle qualificazioni a Cincinnati, fa il suo debutto agli US Open e supera il primo turno grazie al ritiro nel secondo set di Jason Kubler. Vince quindi il suo primo incontro in carriera al quinto set contro Arthur Fils. Con il successo in tre set sul n. 16 del mondo Cameron Norrie accede agli ottavi di finale e raccoglie 10 giochi contro il campione in carica e n. 1 del mondo Carlos Alcaraz. A fine torneo fa il suo ingresso nella top 50, alla 47ª posizione. Debutta in Coppa Davis nella fase a gironi e, insieme a Simone Bolelli, perde il doppio nella sfida contro il Canada. Si riscatta in singolare nelle sfide successive con le vittorie su Cristian Garín e Leo Borg, garantendo all'Italia il secondo posto nel girone e l'accesso ai quarti di finale.
Supera le qualificazioni a Pechino e al secondo turno cede a Nicolás Jarry, nonostante tre match point a disposizione. A Shanghai giunge per la prima volta al terzo turno di un Masters 1000 su cemento con i successi su Alexei Popyrin e Jan-Lennard Struff, per poi arrendersi a Jeffrey John Wolf. Eliminato al secondo turno del 500 di Vienna da Andrey Rublëv, il 30 ottobre raggiunge la 41ª posizione mondiale. Nei quarti di finale di Coppa Davis contro i Paesi Bassi, spreca tre match point e perde in tre set contro Botic van de Zandschulp, mentre batte in tre set Popyrin nel primo incontro della finale contro l'Australia, portando il primo dei due punti che regalano la seconda Coppa Davis all'Italia, 47 anni dopo quella conquistata nel 1976.

### 2024: semifinale a Montréal, ottavi al Roland Garros e top 30
All'ATP 250 di Brisbane supera in rimonta Fucsovics e cede nei quarti a Safiullin. Eliminato al secondo turno di Adelaide, al suo esordio assoluto nel tabellone principale degli Australian Open sconfigge al primo turno Adam Walton per poi cedere ad Alex de Minaur. Esce al secondo turno anche a Delray Beach e al primo a Los Cabos, mentre all'esordio ad Acapulco elimina il n. 10 del mondo Taylor Fritz, per poi cedere a Ben Shelton. Al secondo turno del Masters 1000 di Indian Wells viene sconfitto dal campione in carica e futuro vincitore Alcaraz. A Miami supera Fils, Bublik e Shapovalov e raggiunge per la prima volta gli ottavi di finale in un Masters 1000; viene eliminato da Machac e a fine torneo raggiunge la 35ª posizione mondiale.
Sconfitto al turno di esordio nella sua prima partecipazione al Masters 1000 di Monte Carlo, a Barcellona raggiunge per la prima volta i quarti di finale in un torneo ATP 500, eliminando tra gli altri il nº 19 del mondo Báez, al quale annulla quattro match point, e cedendo in due partite a Casper Ruud, futuro vincitore del torneo. Esce al secondo turno a Madrid per mano di Daniil Medvedev. Al terzo turno del Roland Garros batte in tre set il nº 6 del mondo Andrej Rublëv e perde agli ottavi di finale contro Stefanos Tsitsipas in quattro set. Sconfitto al secondo turno ai Queen's Club Championships, al turno di esordio a Wimbledon viene eliminato da Tiafoe dopo essere stato avanti di due set. Non supera il primo turno anche nei due tornei successivi, fa quindi il suo esordio olimpico ai Giochi di Parigi e dopo la vittoria su Fils viene sconfitto da Koepfer.
Disputa il Masters 1000 al Canadian Open, dove al secondo turno elimina la testa di serie nº 16 Karen Chačanov, beneficia del ritiro di Alejandro Davidovich Fokina durante il match di terzo turno e nei quarti ha la meglio su un ritrovato Kei Nishikori. Raccoglie solo 6 giochi contro Rublëv in semifinale, la sua prima di questo livello, e a fine torneo porta il miglior ranking alla 30ª posizione mondiale. A Cincinnati esce al primo turno contro Tomás Martín Etcheverry. Agli US Open supera il primo turno concedendo 6 giochi a Zachary Svajda, supera il secondo turno battendo in tre set Roman Safiullin per perdere al turno successivo per mano di Jordan Thompson.
Dopo aver perso al primo turno a Tokyo, ai Shanghai Masters si arrende contro Medvedev dopo aver vinto il primo set. Fa lo stesso anche ai Swiss Indoors dove viene battuto in tre set da David Goffin. Ai Masters 1000 di Parigi perde al primo turno contro Holger Rune.
Conclude l'anno in 37ª posizione.

### 2025
Durante il Brisbane International, perde agli ottavi contro Reilly Opelka dopo aver battuto Alexei Popyrin. Si arrende al primo turno degli Australian Open contro Lorenzo Musetti in quattro set. Tornato in campo all'ATP 500 di Dallas, batte sia Christopher Eubanks sia Alejandro Davidovich Fokina, ma cede contro Jaume Munar in tre set. Al Masters 1000 di Madrid, dopo aver eliminato tra gli altri Djokovic e Tiafoe, si ferma ai quarti di finale, perdendo in due set contro Jack Draper. A Washington supera Daniel Altmaier e Lorenzo Sonego, raggiungendo gli ottavi di finale, dove viene battuto in due set dal n.4 del mondo Taylor Fritz.
A Toronto supera l'australiano Tristan Schoolkate ma nel turno successivo si arrende al n.3 del mondo Alexander Zverev nel terzo set, dopo aver vinto il tie-break del primo set, in 2 ore e 48 minuti di gioco. Al Masters 1000 di Cincinnati viene subito eliminato dal francese Benjamin Bonzi nel terzo set, dopo aver vinto il primo set al tie-break.

## Vita privata
Dal 2022 è sentimentalmente legato all'australiana Mia Savio.

## Statistiche

### Tornei minori

#### Singolare

##### Vittorie (6)
| Legenda tornei minori |
| Challenger (4)        |
| ITF (2)               |

| N. | Data            | Torneo                                                  | Superficie  | Avversario in finale | Punteggio        |
| 1. | 8 agosto 2021   | M25 Bolzano, Bolzano                                    | Terra rossa | Alexander Weis       | 6–0, 6–1         |
| 2. | 3 ottobre 2021  | M25 Skopje, Skopje                                      | Terra rossa | Louis Wessels        | 6–1, 6–0         |
| 3. | 22 maggio 2022  | Internazionali di Tennis d'Abruzzo, Francavilla al Mare | Terra rossa | Francesco Maestrelli | 6–3, 6(7)–7, 6–4 |
| 4. | 5 febbraio 2023 | Tenerife Challenger, Tenerife                           | Cemento     | Raul Brancaccio      | 6–1, 6–2         |
| 5. | 9 aprile 2023   | Murcia Open, Murcia                                     | Terra rossa | Borna Gojo           | 6–4, 7–6(4)      |
| 6. | 11 giugno 2023  | Heilbronner Neckarcup, Heilbronn                        | Terra rossa | Facundo Díaz Acosta  | 7–6(4), 6–1      |

##### Finali perse (4)
| Legenda tornei minori |
| Challenger (2)        |
| ITF (2)               |

| N. | Data              | Torneo                          | Superficie  | Avversario in finale | Punteggio   |
| 1. | 10 luglio 2021    | Casinalbo M25, Casinalbo        | Terra rossa | Franco Agamenone     | 4–6, 5–7    |
| 2. | 12 settembre 2021 | Eupen M25, Eupen                | Terra rossa | Facundo Díaz Acosta  | 6(6)–7, 2–6 |
| 3. | 14 agosto 2022    | San Marino Open, San Marino     | Terra rossa | Pavel Kotov          | 6(5)–7, 4–6 |
| 4. | 16 ottobre 2022   | Saint-Tropez Open, Saint-Tropez | Cemento     | Mattia Bellucci      | 3–6, 3–6    |

#### Doppio

##### Vittorie (1)
| Legenda tornei minori |
| Challenger (0)        |
| ITF (1)               |

| N. | Data              | Torneo                                                 | Superficie  | Compagno          | Avversari in finale                  | Punteggio |
| 1. | 28 settembre 2019 | M25 Santa Margherita di Pula, Santa Margherita di Pula | Terra rossa | Jacopo Berrettini | Luciano Darderi Francesco Maestrelli | 6–2, 6–2  |

## Risultati in progressione
Statistiche aggiornate al Shanghai Masters 2024.
| Torneo                     | 2022          | 2023          | 2024  | Titoli      | V-S         | V%          |
| Grande Slam                |               |               |       |             |             |             |
| Australian Open            | A             | Q3            | 2T    | 0 / 1       | 1–1         | 50%         |
| Roland Garros              | A             | 2T            | 4T    | 0 / 2       | 4–2         | 67%         |
| Wimbledon                  | Q1            | 1T            | 1T    | 0 / 2       | 0–2         | 0%          |
| US Open                    | Q3            | 4T            | 3T    | 0 / 2       | 5–2         | 71%         |
| Vittorie-Sconfitte         | -             | 4–3           | 6–4   | 0 / 7       | 10–7        | 59%         |
| Torneo di fine anno        |               |               |       |             |             |             |
| Next Generation            | RR            | A             | A     | 0 / 1       | 0–3         | 0%          |
| Nazionale                  |               |               |       |             |             |             |
| Giochi Olimpici            | Non disputati | Non disputati | 2T    | 0 / 1       | 1–1         | 50%         |
| Coppa Davis                | A             | V             | QF    | 1 / 2       | 4–1         | 80%         |
| Vittorie-Sconfitte         | -             | 3–1           | 2–1   | 1 / 3       | 5–2         | 71%         |
| ATP Tour Masters 1000      |               |               |       |             |             |             |
| Indian Wells               | A             | Q2            | 2T    | 0 / 1       | 1–0         | 100%        |
| Miami                      | A             | Q1            | 4T    | 0 / 1       | 3–1         | 75%         |
| Monte Carlo                | A             | A             | 1T    | 0 / 1       | 0–1         | 0%          |
| Madrid                     | A             | 3T            | 2T    | 0 / 2       | 3–2         | 60%         |
| Roma                       | 1T            | 2T            | 2T    | 0 / 3       | 2–3         | 40%         |
| Montréal/Toronto           | A             | 2T            | SF    | 0 / 2       | 5–2         | 71%         |
| Cincinnati                 | A             | Q1            | 1T    | 0 / 1       | 0–1         | 0%          |
| Shanghai                   | ND            | 3T            | 3T    | 0 / 2       | 3–2         | 60%         |
| Parigi                     | A             | A             |       | 0 / 0       | 0–0         | –           |
| Vittorie-Sconfitte         | 0–1           | 6–4           | 6–7   | 0 / 12      | 17–12       | 59%         |
| ATP Tour 500               |               |               |       |             |             |             |
| Dubai                      | A             | 1T            | A     | 0 / 1       | 0–1         | 0%          |
| Acapulco                   | A             | A             | 2T    | 0 / 1       | 1–1         | 50%         |
| Barcellona                 | A             | 2T            | QF    | 0 / 2       | 4–2         | 67%         |
| Londra                     | A             | A             | 2T    | 0 / 1       | 1–1         | 50%         |
| Amburgo                    | A             | A             | 1T    | 0 / 1       | 0–1         | 0%          |
| Pechino                    | ND            | 2T            | A     | 0 / 1       | 1–1         | 50%         |
| Tokyo                      | A             | A             | 1T    | 0 / 1       | 0–1         | 0%          |
| Vienna                     | A             | 2T            |       | 0 / 1       | 1–1         | 50%         |
| Vittorie-Sconfitte         | -             | 3–4           | 5–4   | 0 / 8       | 8–8         | 50%         |
| ATP Tour 250               |               |               |       |             |             |             |
| Brisbane International     | A             | A             | 3T    | 0 / 1       | 2–1         | 67%         |
| Adelaide                   | A             | A             | 2T    | 0 / 1       | 1–1         | 50%         |
| Delray Beach               | A             | A             | 2T    | 0 / 1       | 1–1         | 50%         |
| Doha                       | A             | Q1            | A     | 0 / 0       | 0–0         | –           |
| Los Cabos                  | A             | A             | 1T    | 0 / 1       | 0–1         | 0%          |
| Båstad                     | A             | 2T            | A     | 0 / 1       | 1–1         | 50%         |
| Umago                      | A             | SF            | 1T    | 0 / 2       | 3–2         | 60%         |
| Zhuhai                     | ND            | 1T            | ND    | 0 / 1       | 0–1         | 0%          |
| Vittorie-Sconfitte         | -             | 4–3           | 4–5   | 0 / 8       | 8–8         | 50%         |
| Statistiche carriera       |               |               |       |             |             |             |
|                            | 2022          | 2023          | 2024  | Titoli      | V–S         | V%          |
| Tornei ATP disputati       | 2             | 14            | 24    | 40          | 40          | 40          |
| Finali                     | 0             | 0             | 0     | 0           | 0           | 0           |
| Tornei ATP vinti           | 0             | 0             | 0     | 0           | 0           | 0           |
| Statistiche per superficie |               |               |       |             |             |             |
| Cemento                    | 0–3           | 11–8          | 18–14 | 0 / 22      | 29–25       | 54%         |
| Terra                      | 0–1           | 9–6           | 9–7   | 0 / 15      | 18–14       | 56%         |
| Erba                       | 0–0           | 0–1           | 1–2   | 0 / 3       | 1–3         | 25%         |
| Vittorie-Sconfitte         | 0–4           | 20–15         | 28–23 | 48–42       | 48–42       | 48–42       |
| Vittorie (%)               | 0%            | 57%           | 55%   | 53.33%      | 53.33%      | 53.33%      |
| Ranking                    | 134           | 47            | 37    | 2 792 948 $ | 2 792 948 $ | 2 792 948 $ |

* I walkover ricevuti durante i tornei disputati non contano come vittorie.

## Testa a testa con altri giocatori

### Testa a testa con giocatori classificati top 10
Testa a testa di Arnaldi contro giocatori che nel corso della carriera sono entrati nella top 10 del ranking mondiale.
in grassetto i giocatori ancora in attività
| Giocatore                               | Periodo   | Incontri | Record | V%   | Cemento   | Erba    | Terra     | Ultimo incontro                                           |
| --------------------------------------- | --------- | -------- | ------ | ---- | --------- | ------- | --------- | --------------------------------------------------------- |
| Giocatori classificati nº1 del ranking  |           |          |        |      |           |         |           |                                                           |
| Carlos Alcaraz                          | 2023–2024 | 2        | 0–2    | 0%   | 0–2       | –       | –         | Perso (7–6(5), 0–6, 1–6) Indian Wells 2024 2º Turno       |
| Daniil Medvedev                         | 2023–2024 | 3        | 0–3    | 0%   | 0–2       | –       | 0–1       | Perso (6–2, 4–6, 4–6) Madrid 2024 2º Turno                |
| Giocatori classificati nº2 del ranking  |           |          |        |      |           |         |           |                                                           |
| Casper Ruud                             | 2023–2024 | 2        | 1–1    | 50%  | –         | –       | 1–1       | Perso (4–6, 3–6) Barcelona Open 2024 Quarti di finale     |
| Giocatori classificati nº3 del ranking  |           |          |        |      |           |         |           |                                                           |
| Marin Čilić                             | 2022      | 1        | 0–1    | 0%   | –         | –       | 0–1       | Perso (1–6, 4–6) Roma 2022 1º Turno                       |
| Stefanos Tsitsipas                      | 2024      | 1        | 0–1    | 0%   | –         | –       | 0–1       | Perso (6–3, 6(4)–7, 2–6, 2–6) Roland Garros 2024 4º Turno |
| Giocatori classificati nº5 del ranking  |           |          |        |      |           |         |           |                                                           |
| Taylor Fritz                            | 2024      | 1        | 1–0    | 100% | 1–0       | –       | –         | Vinto (6–4, 4–6, 6–3) Acapulco 2024 1º Turno              |
| Andrej Rublëv                           | 2023–2024 | 2        | 1–1    | 50%  | 0–1       | –       | 1–0       | Vinto (7–6(6), 6–2, 6–4) Roland Garros 2024 3º Turno      |
| Giocatori classificati nº8 del ranking  |           |          |        |      |           |         |           |                                                           |
| Cameron Norrie                          | 2023      | 1        | 1–0    | 100% | 1–0       | –       | –         | Vinto (6–3, 6–4, 6–3) US Open 2023 3º Turno               |
| Diego Schwartzman                       | 2023      | 1        | 1–0    | 100% | –         | –       | 1–0       | Vinto (6–1, 4–6, 6–3) Roma 2023 2º Turno                  |
| Giocatori classificati nº9 del ranking  |           |          |        |      |           |         |           |                                                           |
| Alex de Minaur                          | 2024      | 1        | 0–1    | 0%   | 0–1       | –       | –         | Perso (3–6, 0–6, 3–6) Australian Open 2024 2º Turno       |
| Giocatori classificati nº10 del ranking |           |          |        |      |           |         |           |                                                           |
| Denis Shapovalov                        | 2023–2024 | 2        | 1–1    | 50%  | 1–0       | –       | 0–1       | Vinto (6–3, 7–6(7)) Miami 2024 3º Turno                   |
| Totale                                  | 2022–2024 | 17       | 6–11   | 35%  | 3–6 (33%) | 0–0 (–) | 3–5 (38%) | * Statistiche aggiornate al 26 giugno 2024.               |

### Testa a testa con giocatori classificati top 11-20
Record di Arnaldi contro giocatori che sono stati classificati numero 11-20 del ranking mondiale
In grassetto sono indicati i giocatori ancora in attività.
- Cristian Garín 1–0
- Benoît Paire 1–0
- Albert Ramos Viñolas 1–0

- Ugo Humbert 1–0
- Nicolás Jarry 0–1

- Aslan Karacev 0–1
- Lorenzo Musetti 0–2

* Statistiche aggiornate al 13 febbraio 2024

### Vittorie contro giocatori top 10
| Anno     | 2022 | 2023 | 2024 | 2025 | Totale |
| -------- | ---- | ---- | ---- | ---- | ------ |
| Vittorie | 0    | 1    | 2    | 2    | 5      |

| Anno | N. | Avversario        | Ranking | Torneo                              | Superficie  | Turno | Punteggio        |
| 2023 | 1. | Casper Ruud       | 4       | Madrid Open, Madrid                 | Terra rossa | 2T    | 6–3, 6–4         |
| 2024 | 2. | Taylor Fritz      | 10      | Abierto Mexicano de Tenis, Acapulco | Cemento     | 1T    | 6–4, 4–6, 6–3    |
| 2024 | 3. | Andrej Rublëv     | 6       | Open di Francia, Parigi             | Terra rossa | 3T    | 7–6(6), 6–2, 6–4 |
| 2025 | 4. | Andrej Rublëv (2) | 8       | Indian Wells Open, Indian Wells     | Cemento     | 2T    | 6–4, 7–5         |
| 2025 | 5. | Novak Đoković     | 5       | Madrid Open, Madrid                 | Terra rossa | 2T    | 6–3, 6–4         |